# قائمة مشغلي ماكدونل دوغلاس إم دي-90

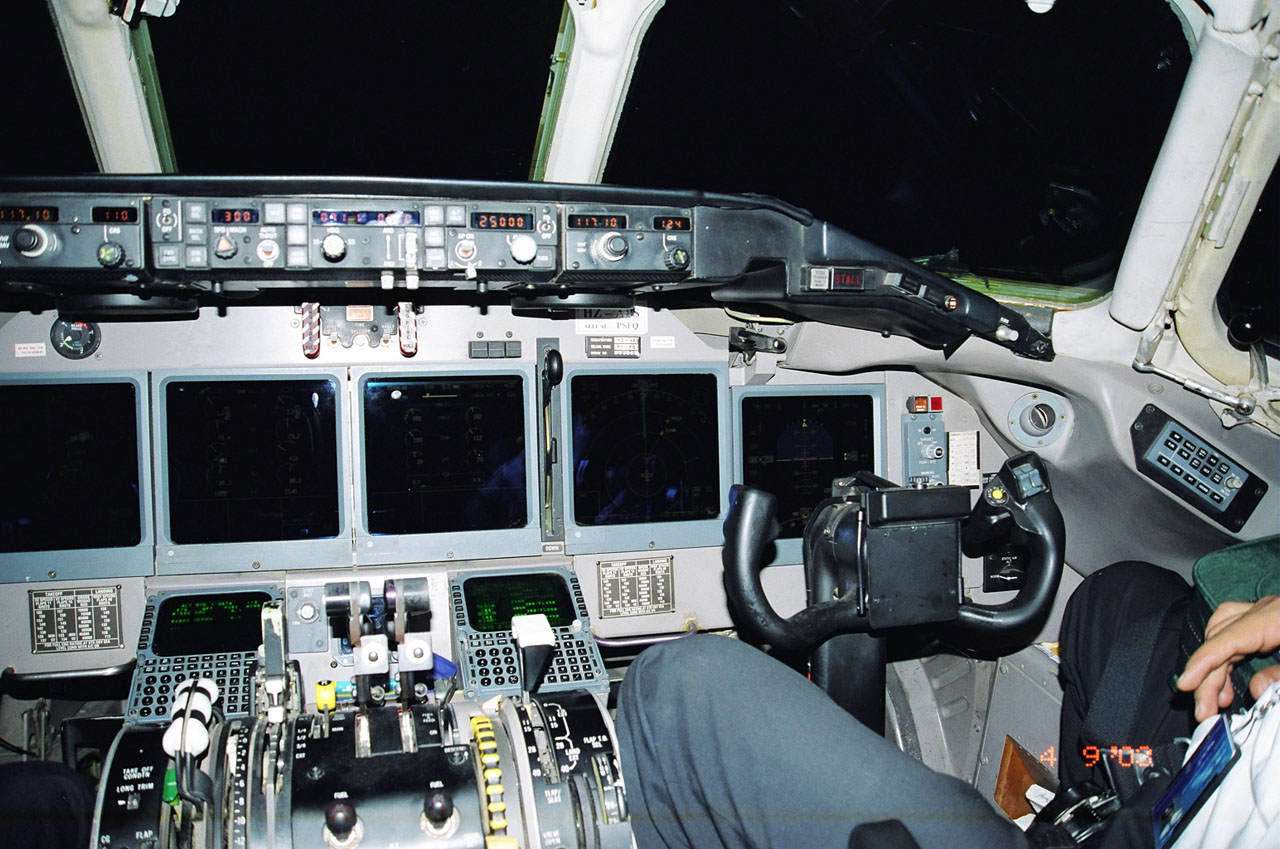
طائرة الخطوط الجوية العربية السعودية من طراز إم دي-90 مع قمرة قيادة غير قياسية

هذه هي قائمة شركات الطيران التي قامت بتشغيل طائرة ماكدونل دوغلاس إم دي-90.
تشمل شركات الطيران الرئيسية التي تشغل إم دي-90 خطوط دلتا الجوية، الخطوط السعودية، الخطوط الجوية اليابانية، و الخطوط الجوية الإسكندنافية. ما مجموعه 28 طائرة من طراز إم دي-90 (جميع المتغيرات) كانت في خدمة الطيران اعتبارًا من نوفمبر 2019.

## المشغلين الحاليين
| بلد              | شركة طيران       | في الأسطول |
| ---------------- | ---------------- | ---------- |
| الولايات المتحدة | خطوط دلتا الجوية | 28         |

## المشغلين السابقين
| بلد                         | شركة طيران                                                         | في الأسطول | مصدر        |
| --------------------------- | ------------------------------------------------------------------ | ---------- | ----------- |
| أروبا                       | أروبا الجوية                                                       | 3          | [ 3 ] [ 4 ] |
| الولايات المتحدة            | الخطوط الجوية الأمريكية (التي كانت تديرها في السابق شركة رينو إير) | 5          | [ 5 ]       |
| فنلندا                      | بلو ون                                                             | 5          | [ 6 ]       |
| سويسرا                      | Hello                                                              | 6          | [ 7 ]       |
| الصين                       | خطوط شرق الصين الجوية                                              | 9          | [ 8 ]       |
| تايوان                      | إيفا للطيران                                                       | 14         | [ 9 ]       |
| إندونيسيا                   | ليون إير                                                           | 5          | [ 10 ]      |
| اليابان                     | الخطوط الجوية اليابانية                                            | 16         | [ 11 ]      |
| السويد                      | Nordic Airways                                                     | 2          | [ 12 ]      |
| تركيا                       | KTHY                                                               | 2          | [ 13 ]      |
| تركيا                       | الخطوط الجوية التركية                                              | 2          | [ 14 ]      |
| السعودية                    | الخطوط السعودية                                                    | 29         | [ 15 ]      |
| السويد · النرويج · الدنمارك | الخطوط الجوية الإسكندنافية                                         | 8          | [ 16 ]      |
| تايوان                      | يوني اير                                                           | 14         | [ 17 ]      |

قامت شركة رينو إير بتشغيل خمس طائرات من طراز إم دي-90 كجزء من أسطولها من طائرات ماكدونل دوغلاس وتم تشغيل هذه الطائرات إم دي-90 لاحقًا من قبل الخطوط الجوية الأمريكية بعد استحواذها على شركة رينو إير من قبل الخطوط الجوية الأمريكية. ثم تمت إزالة هذه الطائرات إم دي-90 من الأسطول الأمريكي. هذه 5 إم دي-90 كانت تشغلها شركة Lion Air. تم شراء اثنتين من هذه الطائرات في نهاية المطاف من قبل دلتا كطائرة قطع غيار.
أمرت شركة النقل الجوي "برو إير" التي تتخذ من الولايات المتحدة مقراً لها، بتزويدها بالطائرة إم دي-90 لكنها لم تشغل الطائرة قبل توقف العمليات والخروج من العمل.
نظرت خطوط آلاسكا الجوية في طلب إم دي-90 لكنها لم تتسلم الطائرة أو تقوم بتشغيلها حيث لم يتم تصنيع أي منها لشركة الطيران

## تسليم
| النوع      | المجموع | 2000 | 1999 | 1998 | 1997 | 1996 | 1995 |
| ---------- | ------- | ---- | ---- | ---- | ---- | ---- | ---- |
| MD-90-30   | 113     | 3    | 13   | 34   | 25   | 25   | 13   |
| MD-90-30ER | 1       |      |      |      | 1    |      |      |
| MD-90-30T  | 2       | 2    |      |      |      |      |      |
| Total      | 116     | 5    | 13   | 34   | 26   | 25   | 13   |